# Anterozoide
O anterozoide é a célula sexual (ou gâmeta) masculina das plantas, mas também das algas, nos casos em que existe heterogamia.
O termo provém de antera, o órgão reprodutor masculino das plantas com flor, responsável pela produção dos grãos de pólen. Nestas plantas, os anterozoides são transportados até aos óvulos, encerrados em grãos de pólen, pelo fenómeno designado como polinização. De facto, a flor é uma adaptação das plantas à vida em terra seca e consiste, essencialmente, na proteção dos anterozoides em grãos de pólen, cuja função é guiar os anterozoides até aos óvulos.
As plantas sem flor, por seu lado, são dependentes de locais úmidos para poderem realizar a fecundação. Devido à alternância de gerações, os gametófitos responsáveis pela produção dos gâmetas necessitam de um ambiente úmido que facilite a locomoção dos anterozoides.